# Сурімі

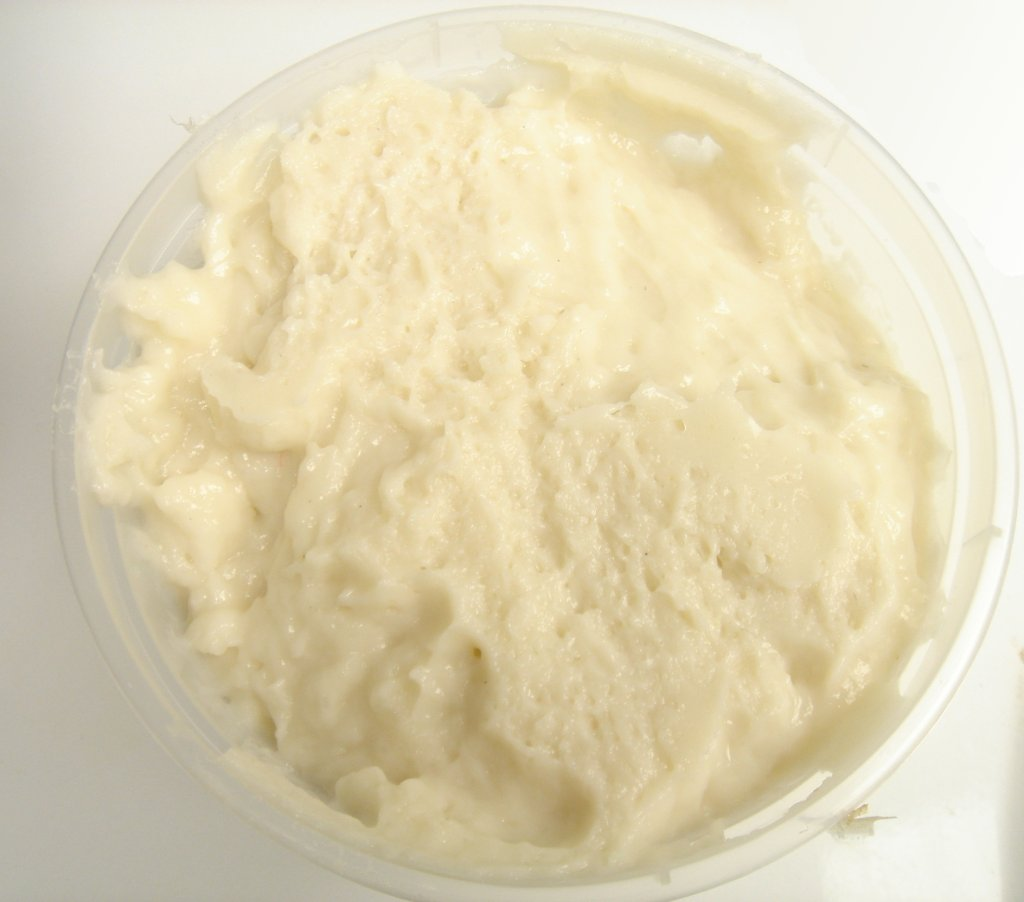
Свіжоприготоване сурімі

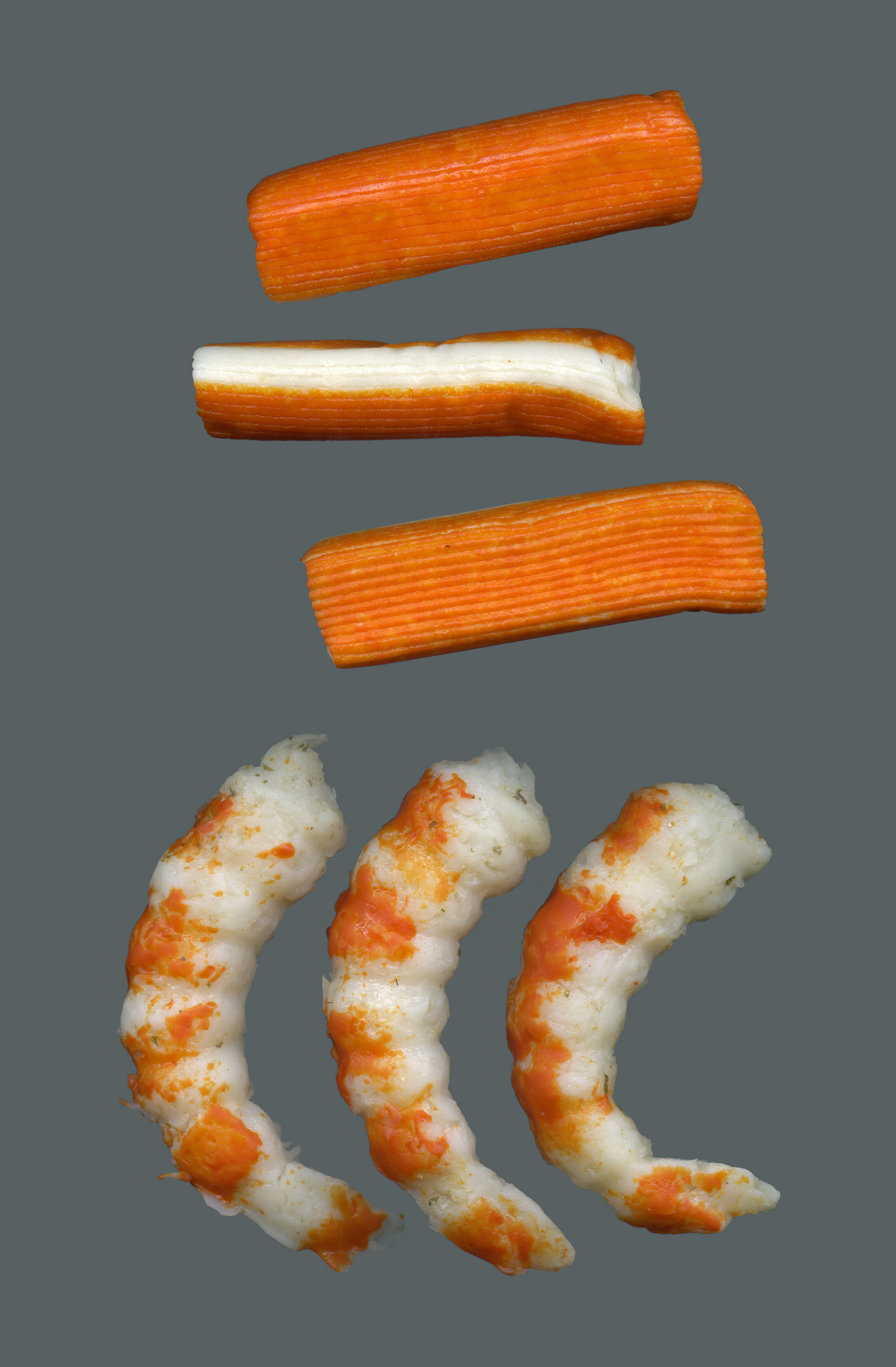
Імітація крабового м'яса з сурімі

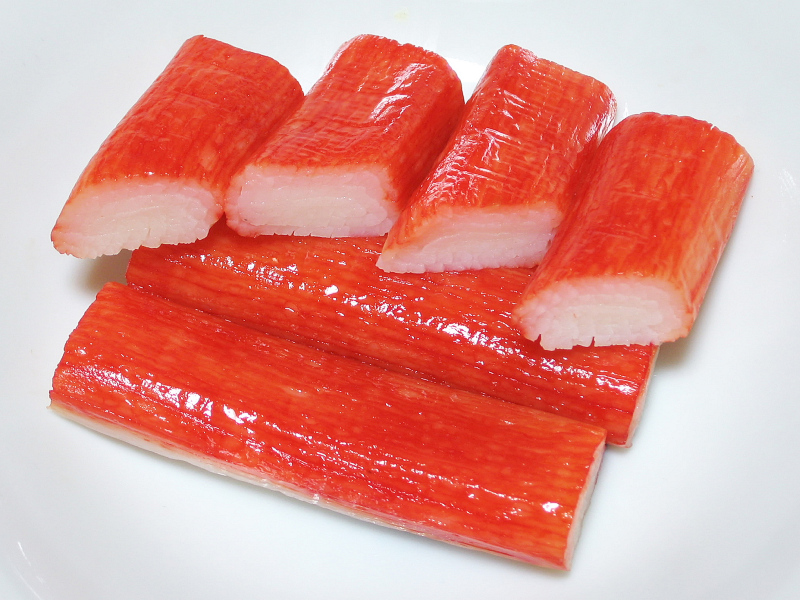
Крабові палички

Сурі́мі (яп. 擂り身) — японська страва, що готується з риби з білим м'ясом (наприклад, минтай, хек, морський окунь, тихоокеанська сардина, скумбрія) чи креветок шляхом замороження та перемелювання в однорідну масу.
Завдяки відсутності запаху та вираженого смаку сурімі стали використовувати для імітації різних морепродуктів, додаючи за потребою барвники та спеції. Найвідоміший продукт із сурімі — крабові палички.

## Історія
Ще в давні часи (перші згадки про сурімі датуються 1100 роком) японці помітили, що з перемеленої та вичавленої океанічної риби з білим м'ясом можна отримати однорідну масу з майже непомітним, але приємним смаком і запахом, з якої можна виліплювати різноманітні фігури. Найпопулярнішими були рибні кульки або ковбаски з сурімі, які стали називатися камабоко. З розвитком кулінарного мистецтва, японські кухарі винаходили нові страви з сурімі.

## Процес виробництва сурімі
1. Рибу для виробництва сурімі відловлюють у відкритому морі в зонах промислу. Протягом 6-10 годин її або переробляють на борту спеціалізованого судна-заводу, або постачають для перероблення на береговий завод.
2. Зі свіжевиловленої риби виокремлюють філе. Шкіра, голову, кістки та нутрощі направляють на виробництво рибного борошна. На виробництво сурімі йде лише філе.
3. Філе риби подрібнюють і кілька разів промивають чистою холодною водою. На цій стадії залишаються самі нерозчинні білки, які по суті і є сурімі.
4. Отримана промита маса надходить на центрифугу для видалення зайвої вологи.
5. З готової маси формуються блоки по 10 кг і заморожуються методом шокового заморожування (заморожування в дуже короткий період до −20 ºС). Оскільки заводи-споживачі сурімі розташовані далеко від зон промислу (часто на інших континентах), сурімі транспортують до місць перероблення в рефконтейнерах, у яких підтримується постійна температура −20 ºС.